# Championnat d'Uruguay de football 1961
Navigation
Édition précédente Édition suivante
La 59e édition du championnat d'Uruguay de football est remportée par le Club Atlético Peñarol. C’est le vingt-sixième titre de champion du club, le quatrième consécutif. Le Peñarol l’emporte avec trois points d’avance sur le Club Nacional de Football. Defensor Sporting Club complète le podium.
Un nouveau système de promotion/relégation est mis en place: Les deux derniers du championnat s’affrontent pour déterminer l’équipe qui descendra en championnat Intermedia, la deuxième division uruguayenne. Montevideo Wanderers Fútbol Club, battu deux fois par le Fénix est relégué en deuxième division et est remplacé par Central Español Fútbol Club qui revient dans l’élite après une longue absence.
Tous les clubs participant au championnat sont basés dans l’agglomération de Montevideo.
Alberto Spencer (Peñarol) termine avec 18 buts en 18 matchs meilleur buteur du championnat. 

## Les clubs de l'édition 1961
| \| Montevideo: · Club Atlético Cerro · Danubio Fútbol Club · Defensor · Centro Atlético Fénix · Nacional · Peñarol · Liverpool · Club Atlético Progreso · Rampla Juniors · Wanderers · Racing Club Montevideo \| Localisation des clubs engagés dans le championnat. |
| Montevideo: · Club Atlético Cerro · Danubio Fútbol Club · Defensor · Centro Atlético Fénix · Nacional · Peñarol · Liverpool · Club Atlético Progreso · Rampla Juniors · Wanderers · Racing Club Montevideo                                                           |

| Club                             | Stade                       | Capacité | Ville      |
| -------------------------------- | --------------------------- | -------- | ---------- |
| Club Atlético Cerro              | Estadio Luis Tróccoli       | -        | Montevideo |
| Danubio Fútbol Club              | Jardines Del Hipódromo      | -        | Montevideo |
| Defensor Sporting Club           | Estadio Luis Franzini       | -        | Montevideo |
| Centro Atlético Fénix            | Estadio Parque Capurro      | -        | Montevideo |
| Liverpool Fútbol Club            | Estadio Belvedere           | -        | Montevideo |
| Club Nacional de Football        | Estadio Gran Parque Central | -        | Montevideo |
| Club Atlético Peñarol            | Estadio Centenario          | -        | Montevideo |
| Racing Club de Montevideo        | Parque Osvaldo Roberto      | -        | Montevideo |
| Rampla Juniors Fútbol Club       | Estadio Olímpico            | -        | Montevideo |
| Montevideo Wanderers Fútbol Club | Estadio Viera               | -        | Montevideo |

## Compétition

### Classement
Le classement est établi sur le barème de points suivant : victoire à 2 points, match nul à 1, défaite à 0.
| Rang | Équipe                     | Pts | J  | G  | N  | P  | Bp | Bc | Diff |
| ---- | -------------------------- | --- | -- | -- | -- | -- | -- | -- | ---- |
| 1    | Club Atlético Peñarol T    | 30  | 18 | 13 | 4  | 1  | 51 | 22 | +29  |
| 2    | Club Nacional de Football  | 27  | 18 | 13 | 1  | 4  | 39 | 16 | +23  |
| 3    | Defensor Sporting Club     | 23  | 18 | 9  | 5  | 4  | 35 | 27 | +8   |
| 4    | Danubio Fútbol Club P      | 17  | 18 | 6  | 5  | 7  | 25 | 31 | -6   |
| 5    | Club Atlético Cerro        | 16  | 18 | 3  | 10 | 5  | 24 | 26 | -2   |
| 6    | Racing Club de Montevideo  | 15  | 18 | 5  | 5  | 8  | 30 | 45 | -15  |
| 7    | Rampla Juniors Fútbol Club | 15  | 18 | 6  | 3  | 9  | 25 | 28 | -3   |
| 8    | Liverpool Fútbol Club      | 14  | 18 | 3  | 8  | 7  | 23 | 30 | -7   |
| 9    | Montevideo Wanderers       | 12  | 18 | 3  | 6  | 9  | 23 | 35 | -12  |
| 10   | Centro Atlético Fénix      | 11  | 18 | 3  | 5  | 10 | 26 | 41 | -15  |

| Légende : Qualifications et relégations | Légende : Qualifications et relégations                            |
| --------------------------------------- | ------------------------------------------------------------------ |
|                                         | Champion d'Uruguay et qualification pour la Copa Libertadores 1962 |
|                                         | Vice-champion et qualification pour la Copa Libertadores 1962      |
|                                         | Barrage de relégation                                              |
|                                         | Relégué en deuxième division                                       |
|                                         | T : Tenant du titre P : Promus                                     |

## Bilan de la saison
| Championnat d'Uruguay de football 1961 |                                   |
| Champion                               | Club Atlético Peñarol (26e titre) |
| Qualifications continentales           |                                   |
| Copa Libertadores 1962                 | Club Atlético Peñarol             |
| Copa Libertadores 1962                 | Club Nacional de Football         |
| Promotions et relégations              |                                   |
| Promus en Primera División             | Central Español Fútbol Club       |
| Relégués en Intermedia                 | Montevideo Wanderers              |

## Statistiques

### Meilleur buteur
- Alberto Spencer  (Peñarol) 18 buts.